# Plumpe

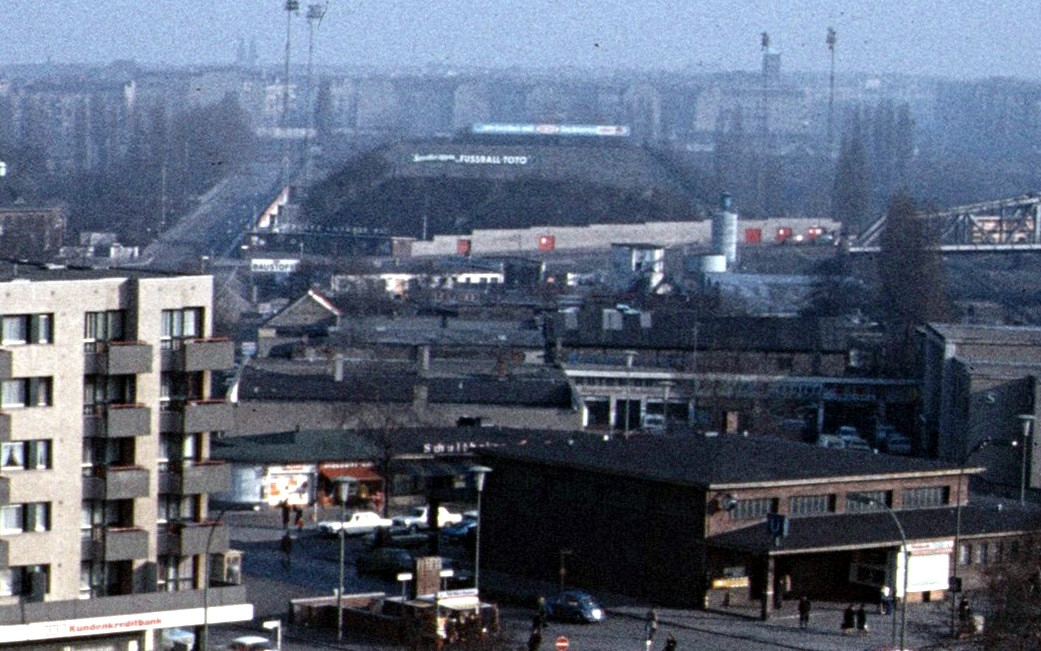
Uitzicht op het stadion (op de achtergrond, 1974)

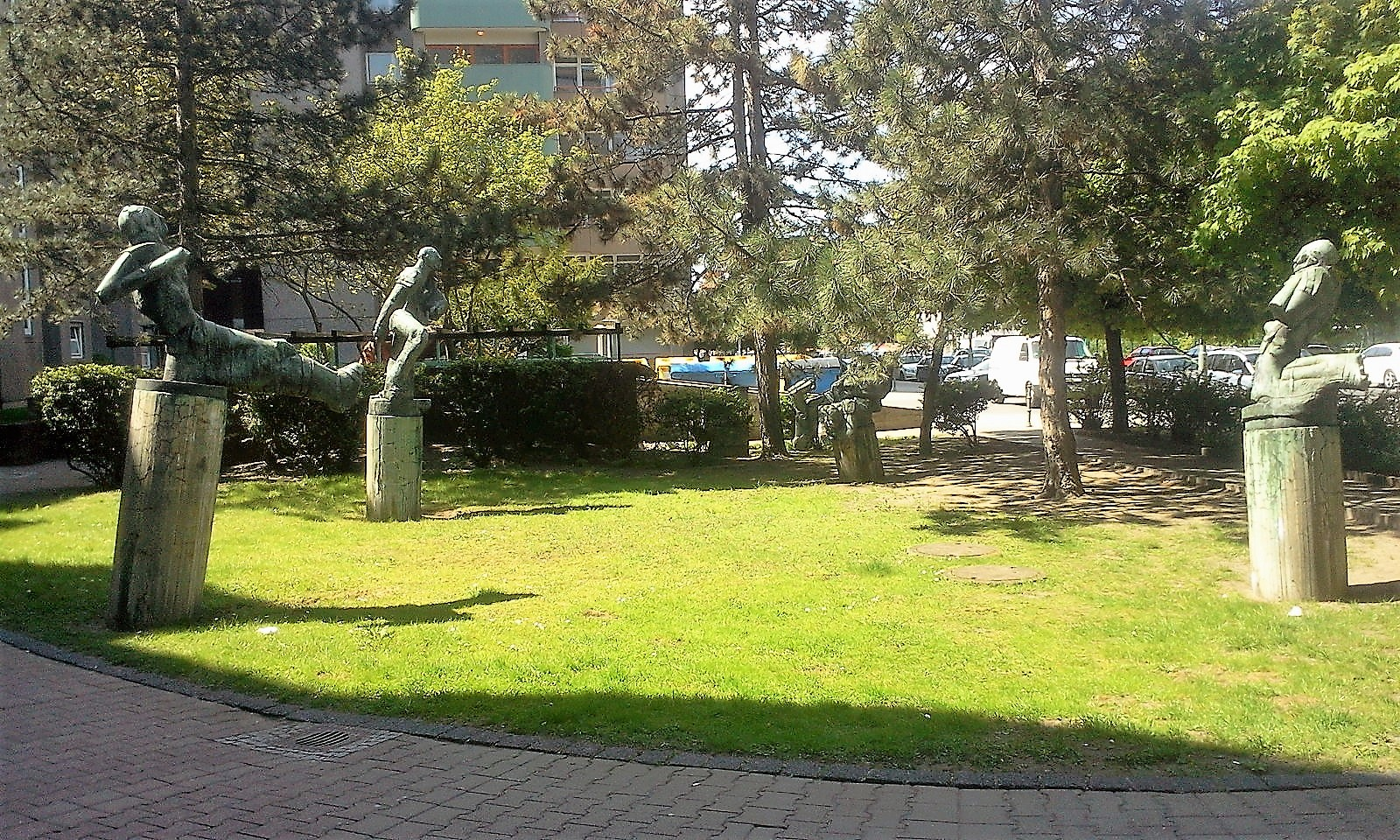
Vier sculpturen herinneren aan het voormalige voetbalstadion.

Plumpe, of Stadion am Gesundbrunnen was een voetbalstadion in de Berlijnse wijk Gesundbrunnen. Het was het voormalig stadion van Hertha BSC. Het dankt zijn naam aan het nabijgelegen Luisenbad.
Het stadion werd in 1900 gebouwd door Joseph Schebera, nabij het station Berlin Gesundbrunnen. Het stadion telde in het begin 200 plekken. Vanaf 1904 speelde Hertha BSC haar thuiswedstrijden in de Plumpe. Na een korte afwezigheid in 1907 en 1908, speelde vanaf 1909 de club gewoon weer in de Plumpe. In 1923 werd begonnen met de uitbreiding van het stadion en aan het eind van de werkzaamheden had het stadion een capaciteit van 35.239 toeschouwers.
Door de Tweede Wereldoorlog werd er een tijdje niet gevoetbald. Na de renovatie werd er vanaf 1950 weer gespeeld en konden er toen nog 20.000 mensen in het stadion. Vanaf het seizoen 1963/64 speelde Hertha BSC haar thuiswedstrijden in het Olympiastadion. Toch speelde Hertha tussen 1965 en 1968 nog in de Plumpe, omdat ze waren gedegradeerd naar de Regionalliga. Na 1968 was het dan echt gedaan met de Plumpe. In 1974 werd het stadion afgebroken en kwamen er woningen op de plek.